# Crans-près-Céligny
Crans-près-Céligny is een gemeente en plaats in het Zwitserse kanton Vaud, en maakt deel uit van het district Nyon. Crans-près-Céligny telt 1822 inwoners.

## Overleden
- Alice van Berchem (1869-1953), maatschappelijk werkster
- Perle Bugnion-Secrétan (1909-2004), feministe en vertaalster